# Эстар
«Эстар» («Электросталь России») — российская группа металлургических компаний. Штаб-квартира — в Москве.

## История
Компания «Эстар» основана в 2005 году как управляющая компания металлургических предприятий, подконтрольных бизнесмену Вадиму Варшавскому.

## Собственники и руководство
Контроль над группой принадлежал Вадиму Варшавскому, а затем, по его утверждениям он c Игорем Зюзиным подписал бумагу, по готорой предприятия группы в 2009—2010 годах должны были быть проданы группе Мечел, которая в 2011 получила полный контроль над основным предприятием группы — РЭМЗ. В 2015 году Вадим Варшавский вновь получил контроль над РЭМЗ. По версии Вадима Варшавского в 2009—2014 годах заводы «Эстара» управлялись Мечелом, по версии Игоря Зюзина он лишь частично обеспечивал заводы сырьём и реализовывал продукцию, контролируемые бизнесменами предприятия предъявили друг другу многочисленные иски, в том числе личные.

## Деятельность
В группу «Эстар» входят Торговый дом «Эстар», ломозаготовительное предприятие «Ломпром», а также следующие металлургические и трубопрокатные заводы:
- Новосибирский металлургический завод имени Кузьмина
- Златоустовский металлургический завод
- Нытвенский металлургический завод
- Волгоградский завод труб малого диаметра
- Энгельсский трубный завод (г. Энгельс, Саратовская область)
- Завод «Стальной профиль» (Новосибирск)
- Ростовский электрометаллургический завод (Шахты, Ростовская область)
- Южнорусский электрометаллургический завод (Шахты, Ростовская область)
- Гурьевский металлургический завод (Гурьевск, Кемеровская область)
- Фроловский электросталеплавильный завод (Фролово, Волгоградская область)
- Донецкий электрометаллургический завод (Украина) — куплен за $550 млн, сам Вадим Варшавский называет покупку ошибкой.[5]
- MIR Steel UK Limited (Великобритания)
- MIR Steel Queenborough (Великобритания)
- ESTAR Misr for Industries S.A.E. (Египет)
- Middle East LLC (ОАЭ)
- металлотрейдер Femax (Чехия)

В 2006 году предприятия «Эстара» выпустили 992 640 т металлопродукции. Выручка компании по итогам 2005 — около 23 млрд руб., чистая прибыль — 2,9 млрд руб.
В ходе экономического кризиса 2008—2010 годов компания столкнулась со значительными финансовыми трудностями. В феврале 2010 года по иску банка «Петрокоммерц» о банкротстве Арбитражный суд Москвы ввёл в «Эстаре» процедуру наблюдения.